# Ophiothela mirabilis
Ophiothela mirabilis är en ormstjärneart som beskrevs av Addison Emery Verrill 1867. Ophiothela mirabilis ingår i släktet Ophiothela och familjen Ophiothrichidae. Inga underarter finns listade i Catalogue of Life.